# Ensemble mégalithique de la Chênaie
L'ensemble mégalithique de la Chênaie est un site mégalithique situé à Distré, dans le département français de Maine-et-Loire.

## Protection
Le site est inscrit au titre des monuments historiques en 1975.

## Description
Faute d'une fouille archéologique, il est assez difficile de comprendre l'architecture générale du site. Il pourrait s'agir de deux dolmens avec leur tumulus, distants d'environ 30 m. Les deux édifices sont ruinés.
A l'ouest, certains blocs de grès semblent correspondre à un affleurement naturel mais coexistent avec des dalles disposées artificiellement : deux dalles se touchent à angle droit, une troisième isolée et de petits blocs pourraient constituer une chambre sépulcrale précédée d'un portique
A l'est, l'ensemble de grandes dalles, naturelles ou déplacées, ne permet pas d'y discerner une architecture précise.